# Pietro Berri
Pietro Berri (Sanremo, 6 gennaio 1901 – Genova, 6 gennaio 1979) è stato un medico e musicologo italiano.

## Vita

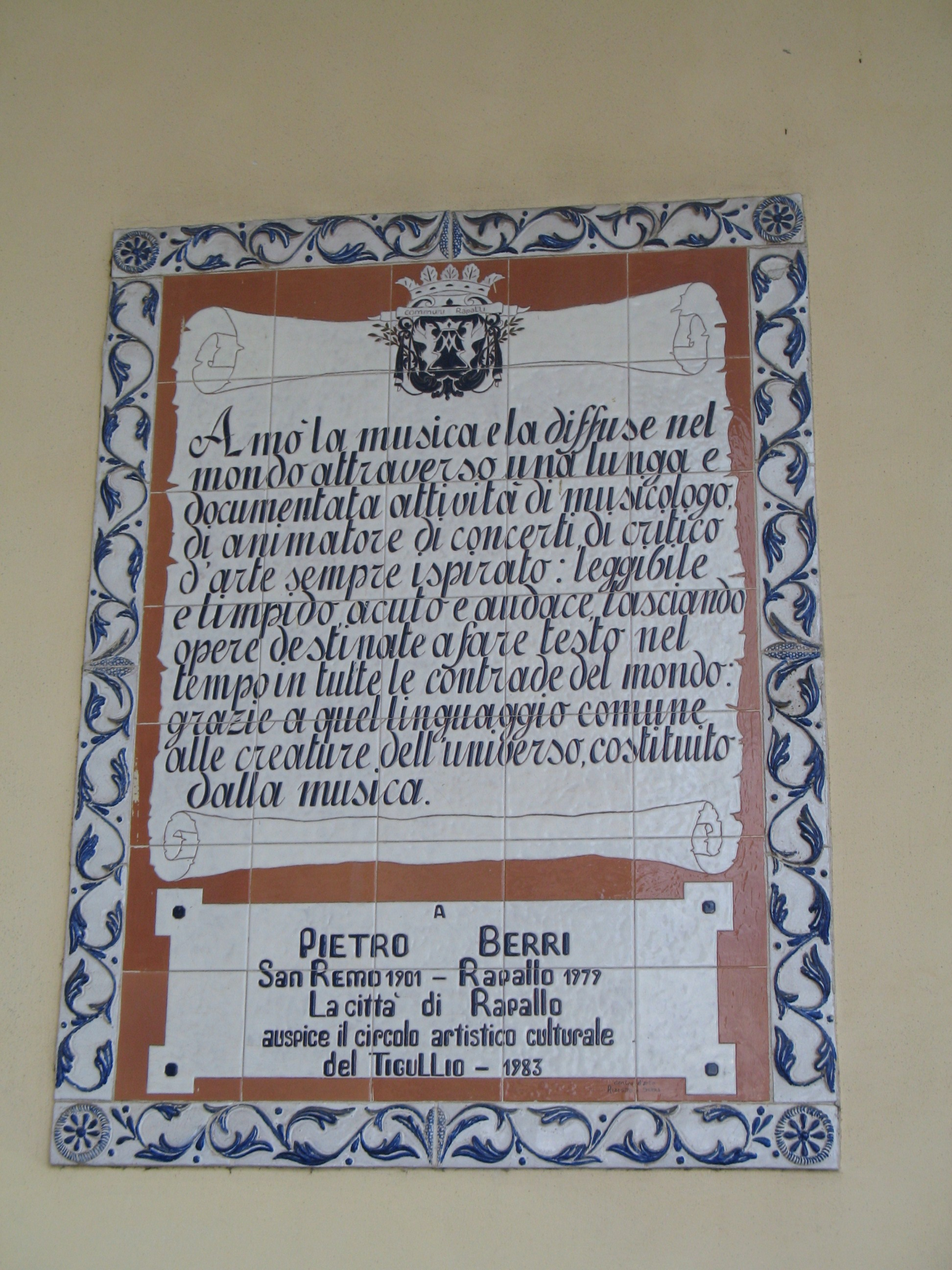
Targa commemorativa per lo storico Pietro Berri a Rapallo

Nato a Sanremo, nella Riviera dei Fiori, si trasferì nel 1918 a Genova dove compì i suoi studi sulla medicina conseguendo la laurea presso l'università genovese. Esercitò la propria professione di medico dapprima presso l'Ospedale San Martino di Genova e in seguito all'ospedale di Rapallo dove fu primario e direttore sanitario.
A Rapallo, città dove si trasferì definitivamente, oltre ad esercitare la propria carica professionale fu autore di numerosi studi sulla città ligure che pubblicò in diversi libri tra i quali il volume Rapallo nei secoli. Rievocazioni e scorribande del 1964.
Nel 1946 fu tra i fondatori del Circolo Artistico Culturale del Tigullio, con sede a Rapallo, portandovi importanti personalità musicali e organizzando spettacoli culturali o conferenze a tema. Curò la ristrutturazione del locale convento delle Clarisse, trasformato in seguito nell'attuale teatro-auditorium, dove il circolo svolse le sue ultime manifestazioni prima della cessazione avvenuta nel 1966. Morì a Genova nel 1979.

## Gli studi su Sibelius e Paganini
In quegli anni approfondì le ricerche sul compositore finlandese Jean Sibelius che nei primi anni del Novecento soggiornò presso una certa Pensione Suisse sul lungomare rapallese, dove compose la Sinfonia N°2 in re maggiore. Berri ritrovò consultando documenti e antiche fotografie dell'epoca l'esatta locazione dell'albergo dove venne successivamente posta una targa commemorativa. Allo scoprimento della lapide parteciparono diverse autorità finlandesi tra cui il console che insignì Pietro Berri dell'onorificenza della Croce di Cavaliere dell'Ordine della Rosa Bianca di Finlandia.
Dedicò i suoi studi in buona parte a Niccolò Paganini, rintracciandone opere e disegnandone ritratti anche dal punto di vista medico, ottenendo dal Comune di Chiavari il premio Fronda d'Oro (riconoscimento culturale ai liguri benemeriti) per i suoi contributi storici e biografici sul compositore e sulla storia della medicina.
Su Paganini pubblicò il libro Il Calvario di Paganini e fondò a Genova, insieme a Alma Brughera Capaldo e Edward Neill, l'Istituto di Studi Paganiniani. Grazie ad una ricerca personale ritrovò, su segnalazione di un antiquario di Londra, un'anonima partitura per violino attribuita dal Berri al violinista genovese. Sempre a Genova fu uno dei fondatori della Giovine Orchestra Genovese.

## Scritti
- La duplice lezione di Verdi (1939)
- Indice discografico vivaldiano (1953)
- Paganini, documenti e testimonianze (1962)
- Rapallo nei secoli. Rievocazioni e scorribande (1964)
- Figure ed eventi (1970)
- Niccolo Paganini 1782-1840, in «Genova», anno 56 n. 76 (1976), pp. 11-20
- (In collaborazione con F. Mompellio), Certamente di Paganini è il ritrovato concerto in ‘’mi’’ minore, in «Genova», anno 56 n. 76 (1976), pp. 23-35
- Paganini, la vita e le opere, a cura di Mario Monti (1982)